# Louise Bergauer
Louise Bergauer (Ehenamen: Louise Pilz, Louise Pilz-Bergauer; * 19. Oktober 1825 in Prag als Anna Aloisia Veronika Bergauer; † 13. September 1889 in Wien) war eine Opernsängerin (Sopran).

## Leben
Louise Bergauer, die Tochter eines Oberbeamten der damals Oberstburggräflichen Güter, studierte am Prager Konservatorium bei Luigia Sandrini und trat am 22. Mai 1844 als „Mathilde“ im Tell zum ersten Mal am Deutschen Landestheater auf. Diesem Debüt folgten Rollen als „Pamina“ (Die Zauberflöte, W.A. Mozart) und „Irene“ (Belisario, G. Donizetti).
In Prag wurde der Theaterdirektor Franz Pokorny auf sie aufmerksam; die Stimme der jungen Sopranistin gefiel ihm so sehr, dass er sie ab 1844 für das Theater an der Wien engagierte, wo sie u. a. neben Jenny Lind auftrat. Ihr Wiener Engagement war zwar von Erfolg gekrönt, doch endete dort ihre Karriere vorzeitig aufgrund der Wirren des Jahres 1848 und sie kehrte nach Prag zurück.
Dort wurde sie sofort an das Ständetheater verpflichtet und erntete sowohl in deutschen wie in tschechischen Vorstellungen große Anerkennung. Aufgrund der Revolutionsereignisse von 1848 musste das Ständetheater jedoch einen Monat lang schließen und geriet dadurch in finanzielle Schwierigkeiten. Eine Maßnahme, um wieder mehr Geld einzuspielen, war die Gründung eines Sommertheaters für die breite Bevölkerung unter dem Direktor Johann Hoffmann im Jahr 1849, und zwar als Arena im Pstrosschen Garten. Als Louise Bergauer für diese Nebenbühne verpflichtet werden sollte, verließ sie das Prager Theater und begann in den 1850ern eine Karriere als Konzertsängerin.
Als Konzertsängerin tourte sie durch Deutschland (hier u. a. mehrmals am Gewandhaus in Leipzig), Frankreich und Belgien (und wurde auch zur Kammersängerin der Prinzessin von Capua-Bourbon ernannt).
Am 19. November 1861 heiratete sie in Prag den Universitätsprofessor und Augenarzt Josef Pilz (1820–1866). Sie trat weiterhin auf – wenn auch nur auf dem Schlosstheater im gräflich Schlickschen Palais in Prag. Auch führte sie in ihrem Haus einen Salon und mietete in Prag auf der Schützeninsel einen Glassalon, welcher ihr Privattheater wurde, hier organisierte und veranstaltete sie zu Wohltätigkeitszwecken mehrere Theateraufführungen.
Nach dem Tod ihres Mannes trat Louise Pilz-Bergauer 1869 wieder am Prager Theater auf.
Als Witwe lebte sie in ihren späten Jahren in Wien bei ihrer Tochter in der (Landstraßer) Hauptstraße 6. Sie starb in der N.Ö. Landesirrenanstalt am Marasmus und wurde am 15. März 1889 am Zentralfriedhof (Gruppe 40, Reihe 6, Nummer 22) beerdigt. Ihre Tochter Susanne Pilz verh. Reé, wurde in Prag zur Pianistin ausgebildet und tourte erfolgreich als Solistin wie auch mit ihrem Mann Louis Reé.